# Triple couronne (poker)
Pour les articles homonymes, voir Triple couronne.

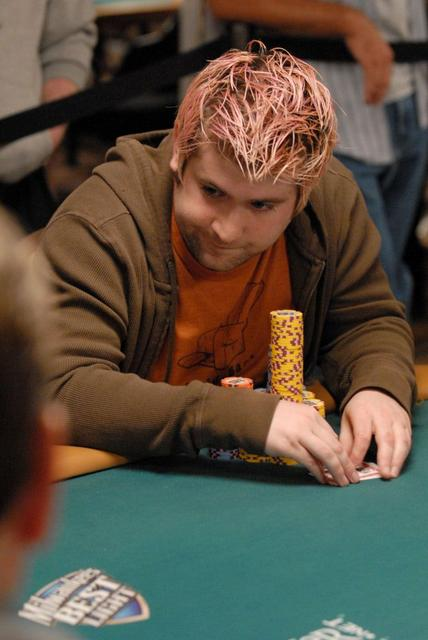
Gavin Griffin en 2007

Au poker, le terme Triple Couronne désigne l'obtention d'un titre sur chacun des trois circuits majeurs : les World Series of Poker (WSOP), le World Poker Tour (WPT) et l'European Poker Tour (EPT, renommé en PokerStars Championship en 2017).
A ce jour, seuls 9 joueurs sont parvenus à obtenir cette Triple Couronne.

## Joueurs ayant obtenu la Triple couronne
| No | Player                      | bracelet WSOP | titre WPT | titre EPT/PSC | durée                    |
| -- | --------------------------- | ------------- | --------- | ------------- | ------------------------ |
| 1  | Gavin Griffin (en)          | 2004          | 2008      | 2007          | 3 ans, 8 mois, 17 jours  |
| 2  | Roland De Wolfe (en)        | 2009          | 2005      | 2006          | 3 ans, 10 mois, 17 jours |
| 3  | Jake Cody (en)              | 2011          | 2010      | 2010          | 1 an, 4 mois, 11 jours   |
| 4  | Bertrand "ElkY" Grospellier | 2011          | 2008      | 2008          | 3 ans, 5 mois, 5 jours   |
| 5  | Davidi Kitai                | 2008          | 2011      | 2012          | 3 ans, 10 mois           |
| 6  | Mohsin Charania (en)        | 2017          | 2013      | 2012          | 5 ans, 2 mois            |
| 7  | Harrison Gimbel             | 2017          | 2016      | 2010          | 7 ans, 6 mois            |
| 8  | Niall Farrell (en)          | 2017          | 2016      | 2015          | 2 ans, 1 mois            |
| 9  | Roberto Romanello (en)      | 2020          | 2011      | 2010          | 9 ans, 7 mois            |